# Escudo de Boyacá
El Escudo de Boyacá es el principal emblema y uno de los símbolos oficiales del departamento colombiano de Boyacá. Fue creado en 1986, año en el cual el gobernador Álvaro González Santana le hiciera un encargo al académico Gustavo Mateus Cortés para que diseñara el escudo de armas del departamento. El entonces gobernador presentó a la Duma departamental el proyecto de ordenanza que contenía la propuesta del escudo del departamento de Boyacá, sobre la base de la propuesta que en 1870 se pretendía implementar para el Estado Soberano de Boyacá por su presidente Felipe Pérez. El escudo oficial del departamento fue aprobado por la Ordenanza N.º 53 del 5 de diciembre de 1986.

## Blasonado
Escudo de forma circular con bordura dorada, llevando en su interior un paisaje donde se ubica en el centro el Puente de Boyacá, en oro, y en sus alrededores tres toldas de campaña, todas en su color. Tras el perfil de la cordillera, un sol naciente de oro en cielo celeste. Bajo del puente, aguas en azul. Como timbre, corona muisca de oro. Como cimera y enmarcando el escudo, águila de sable mirando al lado diestro del escudo, con las alas abiertas, de cola baja y garras esparcidas. En lugar inferior, una cinta ondeante en oro, con la inscripción en sable “INDEPENDENCIA, 7 DE AGOSTO DE 1819”.

## Diseño y significado de los elementos
El blasón tiene forma circular o redonda, llevando en su centro la imagen del lugar histórico más importante de su capital Tunja, el Puente de Boyacá en cuyos alrededores se sitúan tres toldas de campaña; atrás de este se ubica el perfil de la cordillera oriental, sobre la cual se alza un sol naciente. Las colinas representan a aquellas en donde se libró la batalla de Boyacá, y el sol, el astro rey que iluminó el triunfo. Como timbre del escudo se encuentra una corona muisca de oro, símbolo del pasado indígena del departamento, la cual era utilizada por ésta cultura precolombina para divinizar a los poseedores del poder.
Enmarca el escudo un águila de San Juan con alas abiertas, cola baja esparcida y garras, la cual mira al lado diestro del escudo y que era usada por España como símbolo de poder supremo a partir de los Reyes Católicos; su significado simbólico, como decoración del escudo, representa la parte española del origen étnico de los habitantes del departamento.
En la parte inferior del blasón y entrelazada en las patas del águila, se ubica una cinta ondeante en oro con la inscripción en negro "Independencia - 7 de agosto de 1819", fecha de la decisiva batalla de Boyacá, la cual le dio independencia a Colombia.

## Evolución del escudo boyacense
|                              |                |                 |              |
| Departamento (Gran Colombia) | Estado Federal | Estado Soberano | Departamento |
| 1824                         | 1857           | 1861            | 1986         |